# 特劳恩施泰因县
特劳恩施泰因县（Landkreis Traunstein）是德国巴伐利亚州的第二大县，隶属于上巴伐利亚行政区，首府特劳恩施泰因。

## 華語譯名
由於兩岸對於德國行政區「Landkreis」翻譯的不同，台灣稱為「特劳恩施泰因郡」；中國大陸稱為「特劳恩施泰因縣」。